# راینهارد ریشلی
راینهارد ریشلی (آلمانی: Reinhard Rychly؛ زادهٔ ۷ ژانویهٔ ۱۹۵۱) ژیمناست هنری اهل آلمان بود.
وی در مسابقات کشوری و بین‌المللی در مجموع برندهٔ ۱ مدال برنز شده‌است.